# Ranunculales
Ranunculales је према APG II ред правих дикотиледоних биљака (Eudicotidae). Назив је добио према роду љутића (Ranunculus). 
Цвет је актиноморфан са одвојеном чашицом од крунице, најчешће двополан (мада има и једнополних), са великим бројем прашника и тучкова.
Овом реду припадају следеће породице:
- (укљ.  и Pteridophyllaceae)